# LittleBigPlanet Karting
LittleBigPlanet Karting — компьютерная игра в жанре автосимулятор, разработанная канадской компанией United Front Games, которые стали широко известны после выпуска игры ModNation Racers, и создателями оригинальной серии LittleBigPlanet — студией Media Molecule. Игра была издана компанией Sony Computer Entertainment на платформе PlayStation 3 в ноябре 2012 года.

## Игровой процесс
LittleBigPlanet Karting — это гоночная игра, в которой игроки соревнуются друг с другом на различным тематических треках, основная цель гонки — прийти на финиш первым. По ходу гонки, игроки могут подбирать различное оружие, которое имеет спец. способности: ракеты с тепловым наведением, электромагнитные импульсы, гранаты и др. Оружие может быть использовано как для нападения, так и для обороны, например можно выстрелить в преследующую ракету, тем самым уйти от атаки. Также, на трассе можно найти различные ускорители, такие как Автопилот и Нитро. В игре присутствует крюк из LittleBigPlanet 2, который нужно использовать по ходу гонки чтобы преодолевать препятствия. Кроме того, игрок может ударить соперника, если тот находится слишком близко.
В отличие от большинства традиционных гонок, в LittleBigPlanet Karting акцент делается на разнообразие режимов игры: Battle Mode, Waypoint Races, Treasure Hunts, Score Attacks и многие другие. В Battle Mode восемь игроков сражаются на арене, цель — подобрать оружие и уничтожить соперника, заработав очки.
Как и в других играх серии LittleBigPlanet, пользовательский контент играет ключевую роль в концепции игры, которая проходит под слоганом «Играй, создавай, делись». Игроки могут редактировать Сэкбоев, карты и создавать свои собственные треки. Редактор треков позволяет настраивать и создавать свои собственные правила игры, оружие и трассы, а затем выкладывать их в интернет через сеть PlayStation Network для других пользователей. Также игроки могут настроить ИИ под себя, если изначально он кажется дискомфортным. Все треки и режимы имеют асинхронный мультиплеер, даже треки сделанные пользователями.

## Оценки прессы
| Сводный рейтинг               | Сводный рейтинг |
| Агрегатор                     | Оценка          |
| ----------------------------- | --------------- |
| GameRankings                  | 73,62 %         |
| Metacritic                    | 73/100          |
| Иноязычные издания            |                 |
| Издание                       | Оценка          |
| Destructoid                   | 6,5/10          |
| Edge                          | 8/10            |
| Eurogamer                     | 6/10            |
| G4                            | 4/5             |
| Game Informer                 | 8/10            |
| GameRevolution                | [ 14 ]          |
| GameSpot                      | 7/10            |
| GamesRadar+                   | [ 16 ]          |
| GameTrailers                  | 6,8/10          |
| IGN                           | 5/10            |
| VideoGamer                    | 7/10            |
| NZ Gamers                     | 9,4/10          |
| PlayStation Official Magazine | 8/10            |
| PlayStation Universe          | 9/10            |

По большей части, игра получила положительные отзывы. На сайтах GameRankings и Metacritic её рейтинг — 73,62 % и 73/100 баллов соответственно.
Лоренцо Велориа из GamesRadar оценил игру в 4/5, заявив: «Разработчики проделали отличную работу смешав творческие возможности франшизы и предоставив крепкий гоночный геймплей, они создали один из самых восхитительных и приятных симуляторов картинга, которые можно найти». Майк Джексон из Machinima.com присудил игре 9/10, подытожив: «…сильная гоночная механика заложенная ModNation Racers в сочетании с вселенной творчества, разнообразием и очарованием, которыми прославилась франшиза LBP, обеспечивают для этой игры почти безграничный потенциал и непревзойденное многопользовательское гоночное веселье». Портал Gmbox поставил игре 5 баллов из 10, отметив: «У LittleBigPlanet Karting нет главного — работающей гоночной механики: выиграть или проиграть здесь можно лишь благодаря стечению обстоятельств, а не собственному мастерству и тактике. Даже удивительно, что это недоразумение сделали авторы неплохой в целом ModNation Racers, где была и тактика, и щиты, и интересные трассы. Одни только смазливые сакбои явно не стоят всего этого». В рецензии от сайта GameTech посетовали на «странную физику столкновений, слишком жестокие правила и несбалансированную сложность, вызывающую лишь усиливающееся по мере прохождения раздражение», подытожив: «Спрятать свои ошибки United Front Games небезуспешно попытались за количеством режимов и красочным оформлением. Однако от LittleBigPlanet Karting ждали именно гонок, а именно эта составляющая оказалась самым слабым звеном проекта».